# Wielkie Księstwo Würzburga
Wielkie Księstwo Würzburga (niem. Großherzogtum Würzburg), do 1806 Elektorat Würzburga – państwo istniejące w Niemczech w latach 1805–1814. Powstało ze zsekularyzowanego biskupstwa Würzburga (zlikwidowanego w 1803, dwa lata ziemie należały do Elektoratu Bawarii), jako rekompensata dla arcyksięcia Ferdynanda Habsburga w zamian za ziemie wielkiego księstwa Salzburga, które to w 1805 r. na podstawie pokoju w Preszburgu, dostało się w ręce jego starszego brata – cesarza Franciszka II. Do oficjalnego rozwiązania cesarstwa rzymskiego, Ferdynand tytułował się elektorem Würzburga (Kurfürstentum Würzburg). Od 6 sierpnia 1806 nosił tytuł wielkiego księcia. Ferdynand przystąpił do Związku Reńskiego w dniu 30 września 1806. Po klęsce Napoleona pod Lipskiem 26 października 1813 przyłączył się do koalicji antynapoleońskiej.
W 1814 r., po upadku Napoleona, Ferdynandowi zwrócono wielkie księstwo Toskanii, które utracił w 1801 r. na rzecz Francji.